# Commissione disciplinare della Curia romana
La Commissione disciplinare della Curia romana è un organo della Curia romana incaricato a determinare sanzioni disciplinari ai dipendenti della stessa.
La commissione, che non ha il grado di pontificia, è stata voluta il 5 ottobre 1981 da papa Giovanni Paolo II.
Composta da un presidente e sei membri nominati per cinque anni dal pontefice, prevede sanzioni disciplinari quali:
- la sospensione dall'ufficio,
- l'esonero,
- il licenziamento.

## Cronotassi dei presidenti
- Cardinale Rosalio José Castillo Lara, S.D.B. (5 ottobre 1981 - 1990 dimesso)
- Cardinale Vincenzo Fagiolo (29 dicembre 1990 - 1997 ritirato)
- Arcivescovo Mario Francesco Pompedda (1997 - 16 novembre 1999 nominato prefetto del Supremo tribunale della Segnatura apostolica)
- Cardinale Julián Herranz Casado (3 dicembre 1999 - 11 maggio 2010 ritirato)
- Vescovo Giorgio Corbellini (11 maggio 2010 - 13 novembre 2019 deceduto)
- Professore Vincenzo Buonomo, dall'8 gennaio 2020